# James Bobin
James Bobin (Hampshire, 7 de novembro de 1972) é um cineasta, escritor e produtor cinematográfico britânico. Como reconhecimento, recebeu indicação ao BAFTA 2013.